# Ν́
Cette page contient des caractères spéciaux ou non latins. S’ils s’affichent mal (▯, ?, etc.), consultez la page d’aide Unicode.
Le nu tonos, ν́, est une lettre grecque additionnelle utilisée par certains auteurs dans l’écriture du silliote.

## Utilisation
En cappadocien, le nu tonos ‹ ν́ › est utilisé pour représenter une consonne nasale palatale voisée [ɲ] notamment par Richard MacGillivray Dawkins par exemple avec le mot du silliote ‹ ἔσικν́ι › (ἔθεκνε).

## Représentations informatiques
Le nu tonos peut être représente avec les caractères Unicode suivants (grec et copte, diacritiques):
| formes    | représentations | chaînes de caractères | points de code | descriptions                                  |
| --------- | --------------- | --------------------- | -------------- | --------------------------------------------- |
| capitale  | Ν́               | Ν◌́                    | U+039D U+0301  | lettre majuscule grecque nu diacritique tonos |
| minuscule | ν́               | ν◌́                    | U+03BD U+0301  | lettre minuscule grecque nu diacritique tonos |